# 労働安全衛生世界デー
労働安全衛生世界デー(ろうどう あんぜん えいせい せかい でー、英: Occupational Safety and Health Professional (OSHP) Day)とは、労働安全や健康、労働環境の専門家が労働者の財産や安全などを保護するための努力を表彰する日である。2006年3月、北米労働安全衛生週間(NAOSH)の設立に合わせ、この日が設立された。労働安全衛生世界デーは毎年のNAOSH週間の水曜日に開催されている。
労働安全衛生の専門家は、毎日出勤する世界中の労働者が安全に帰宅できるようにし、雇用者のコストを削減したり、職場の危険性を指摘し、それらを改善させることを支援している。安全衛生の専門家は、工学、教育、心理学、生理学、衛生、健康、物理学、などの様々な分野から基準を引き出し、それらの基準から労働環境を改善させる。安全の専門家は、事故、病気、火災、爆発事故、および財産、環境に有害なその他の状況を防ぐため、職場で使用する設備などの改善させる。
労働安全衛生世界デーは、労働者や職場の安全に対するこれらの専門家の貢献を認識し、専門職の意識と誇りをさらに高めることを目的としている。

## 各年のテーマ
労働安全衛生世界デーでは、国際労働機関(ILO)がテーマの制定や、事務局長による目標制定が行われており、この節ではそれについて説明する。
- 2020年 -「世界的流行病を食い止めよ:命を救う可能性がある労働安全衛生」[2]
- 2019年 -「安全衛生と仕事の未来」[3]
- 2018年 -「若年労働者の安全衛生を改善する」[4]
- 2017年 -「正確なデータは命を救う助けになる」[5]
- 2016年 -「職場内ストレス:集団的な課題」[6]
- 2015年 -「労働安全衛生予防文化の構築に参加しよう」[7]
- 2014年 -「職場における科学物質の使用上の安全と健康」[8]